# Karl-Anthony Towns
Karl-Anthony Towns (Edison, 15 november 1995) is een Dominicaans-Amerikaans basketballer die bij de New York Knicks speelt in de NBA. Hij speelt als center of als power forward.

## Professionele carrière
Op zestienjarige leeftijd speelde Towns zijn eerste wedstrijd voor de Dominicaanse Republiek. Hij speelde collegebasketbal voor de Kentucky Wildcats van 2014 tot 2015. In 2015 werd hij gedraft door de Minnesota Timberwolves als eerste in de eerste ronde. In zijn eerste jaar werd hij meteen uitgeroepen tot NBA Rookie of the Year. De volgende seizoenen speelde hij als starter en sterspeler in Minnesota. In 2018 werd hij voor de eerste keer geselecteerd voor de All-Star Game en aan het einde van het seizoen werd hij verkozen tot All-NBA Third Team. Hij haalde met de Timberwolves ook de play-offs waarin ze in de eerste ronde werden uitgeschakeld. Een tweede All-Star-selectie volgde in 2019. 
In 2022 werd hij voor een derde keer geselecteerd voor de All-Star Game en won ook de NBA Three-Point Contest. Hij behaalde voor een tweede keer de play-offs maar verloor opnieuw in de eerste ronde, hij werd voor een tweede keer geselecteerd in het All-NBA Third Team.
In oktober 2024 werd hij geruild naar de New York Knicks in een ruil waarbij ook de Charlotte Hornets betrokken waren. Andere spelers in de ruil waren: James Nnaji, Julius Randle, Donte DiVincenzo, Keita Bates-Diop, Charlie Brown, DaQuan Jeffries, Duane Washington Jr. en enkele draftkeuzes.

## Erelijst
- NBA All-Star: 2018, 2019, 2022
- All-NBA Third Team: 2018, 2022
- NBA Rookie of the Year: 2016
- NBA All-Rookie First Team: 2016
- NBA Three-Point Contest: 2022
- Kareem Abdul-Jabbar Social Justice Champion Award: 2024
- Centrobasket: 2012

## Statistieken

### Reguliere Seizoen
| Seizoen  | Team                   | WG  | WS  | MPW  | 2P%  | 3P%  | FW%   | RPW  | APW | SPW | BPW | PPW  |
| -------- | ---------------------- | --- | --- | ---- | ---- | ---- | ----- | ---- | --- | --- | --- | ---- |
| 2015/16  | Minnesota Timberwolves | 82  | 82  | 32,0 | 54,2 | 34,1 | 81,1  | 10,5 | 2,0 | 0,7 | 1,7 | 18,3 |
| 2016/17  | Minnesota Timberwolves | 82  | 82  | 37,0 | 54,2 | 36,7 | 83,2  | 12,3 | 2,7 | 0,7 | 1,3 | 25,1 |
| 2017/18  | Minnesota Timberwolves | 82  | 82  | 35,6 | 54,5 | 42,1 | 85,8  | 12,3 | 2,4 | 0,8 | 1,4 | 21,3 |
| 2018/19  | Minnesota Timberwolves | 77  | 77  | 33,1 | 51,8 | 40,0 | 83,6  | 12,4 | 3,4 | 0,9 | 1,6 | 24,4 |
| 2019/20  | Minnesota Timberwolves | 35  | 35  | 33,9 | 50,8 | 41,2 | 79,6  | 10,8 | 4,4 | 0,9 | 1,2 | 26,5 |
| 2020/21  | Minnesota Timberwolves | 50  | 50  | 33,8 | 48,6 | 38,7 | 85,9  | 10,6 | 4,5 | 0,8 | 1,1 | 24,8 |
| 2021/22  | Minnesota Timberwolves | 74  | 74  | 33,5 | 52,9 | 41,0 | 82,2  | 9,8  | 3,6 | 1,0 | 1,1 | 24,6 |
| Carrière | Carrière               | 482 | 482 | 34,2 | 52,7 | 39,7 | 83,3  | 11,3 | 3,1 | 0,8 | 1,4 | 23,2 |
| All-Star | All-Star               | 3   | 0   | 14,7 | 61,5 | 27,3 | 100,0 | 6,3  | 1,3 | 0,3 | 0,0 | 12,3 |

### Play-offs
| Seizoen  | Team                   | WG | WS | MPW  | 2P%  | 3P%  | FW%  | RPW  | APW | SPW | BPW | PPW  |
| -------- | ---------------------- | -- | -- | ---- | ---- | ---- | ---- | ---- | --- | --- | --- | ---- |
| 2017/18  | Minnesota Timberwolves | 5  | 5  | 33,9 | 46,7 | 27,3 | 73,9 | 13,4 | 2,2 | 0,4 | 1,0 | 15,2 |
| 2021/22  | Minnesota Timberwolves | 6  | 6  | 36,9 | 48,8 | 45,5 | 86,0 | 10,8 | 2,2 | 0,7 | 2,0 | 21,8 |
| Carrière | Carrière               | 11 | 11 | 35,6 | 47,9 | 39,4 | 82,2 | 12,0 | 2,2 | 0,5 | 1,5 | 18,8 |